# Dictyna secuta
Dictyna secuta är en spindelart som beskrevs av Chamberlin 1924. Dictyna secuta ingår i släktet Dictyna och familjen kardarspindlar. Inga underarter finns listade i Catalogue of Life.